# Doumel
Louis Alfred Doumet dit Doumel, né le 2 décembre 1889 à Marseille et mort le 23 mai 1954  à Reillanne, est un acteur et comique marseillais.

## Biographie
Monté à Paris grâce à l'engouement pour le style méridional, qui fleurissait à l'époque avec toutes les opérettes, et tous les films sur le sujet, il commence à se produire dans de petites salles, où il croise d'autres acteurs tels que Gorlett ou Rellys. Louis Doumel est également engagé dans différentes opérettes et pièces de théâtre et il enregistre quelques disques de galéjades et blagues marseillaises.
Lorsque le cinéma fait appel à lui pour la première fois en 1926, Doumel ne le quittera plus jusqu'à la guerre.
On remarque notamment sa présence dans César de Marcel Pagnol, en ami peu recommandable de Marius, ou encore aux côtés de Fernandel dans Ignace de Pierre Colombier.

## Filmographie
- 1926 : L'Inconnue des Six Jours de René Sti
- 1931 : Atout cœur d'Henry Roussell - Un client du cinéma -
- 1931 : Durand contre Durand d'Eugène Thiele et Léo Joannon
- 1931 : Les Galeries Lévy et Cie (Les Galeries Washington) d'André Hugon
- 1931 : La belle Madame Moïse d'Edmond T. Gréville - court métrage -
- 1931 : Crime passionnel d'Edmond T. Gréville - court métrage -
- 1932 : La Guerre des sauterelles d'Edmond T. Gréville - court métrage -
- 1933 : L'Illustre Maurin d'André Hugon - Capoufigue -
- 1933 : La Prison de Saint-Clothaire de Pierre-Jean Ducis - moyen métrage -
- 1934 : Le Prince Jean de Jean de Marguenat - Le garçon de café -
- 1934 : Deux mille deux cent vingt deux C F 2 de Victor de Fast - court métrage -
- 1935 : Arènes joyeuses de Karl Anton
- 1935 : Dora Nelson de René Guissart - Le chauffeur de taxi -
- 1935 : Juanita de Pierre Caron
- 1935 : Marseille de Jean Monti et Jean Margueritte - court métrage -
- 1936 : Aventure à Paris de Marc Allégret
- 1936 : Blanchette de Pierre Caron
- 1936 : César de Marcel Pagnol - Fernand -
- 1936 : Prête-moi ta femme de Maurice Cammage
- 1936 : Sept hommes, une femme de Yves Mirande
- 1936 : Une gueule en or de Pierre Colombier - Le barman -
- 1937 : Balthazar de Pierre Colombier
- 1937 : L'Escadrille de la chance de Max de Vaucorbeil
- 1937 : Ignace de Pierre Colombier - L'adjudant-chef -
- 1937 : Les Rois du sport de Pierre Colombier - Le président du Boxing-Club -
- 1938 : Alexis gentleman chauffeur de Max de Vaucorbeil - Napoléon Ier
- 1938 : Les Pirates du rail de Christian-Jaque - Morgante
- 1938 : L'Avion de minuit de Dimitri Kirsanoff
- 1938 : Ceux de demain / L'enfant de troupe d'Adelqui Millar et Georges Pallu
- 1938 : Le Dompteur de Pierre Colombier
- 1938 : Lumières de Paris de Richard Pottier - le manager
- 1938 : La Présidente de Fernand Rivers - Marius
- 1939 : Grey contre X de Pierre Maudru et Alfred Gragnon
- 1940 : La Comédie du bonheur de Marcel L'Herbier - Pernamboc